# Арагонское завоевание Неаполя
Арагонское завоевание Неаполя — длившаяся с 1435 по 1442 г. война, завершившаяся покорением Арагонской короной Неаполитанского королевства.

## Предыстория
После войны Сицилийской вечерни, начавшейся в 1282 г., Сицилийское королевство было разделено на анжуйское «Сицилийское королевство» (Неаполь) и арагонское «Королевство Тринакрия» (Сицилия), раздел был закреплён Вильневским мирным договором в 1372 году. Постоянной мечтой арагонского короля Альфонсо V всегда было Неаполитанское королевство, и такая возможность представилась в 1434 и 1435 годах после последовательной смерти Людовика III и королевы Джованны II, в то время как наследник Рене Анжуйский находился в плену при дворе Филиппа III Бургундского после своего поражения в битве при Бульневиле в 1431 г.
После смерти Людовика III Джованна II, заручившись поддержкой Миланского герцогства и Папского государства, раздраженный подходом Альфонсо Великодушного к антипапе Амадею VIII и Базельскому собору, в то время как Флорентийская республика и Венецианская республика оставались в стороне. Посол Филиппо Марии Висконти в Гаэте Оттолино Зоппо предупредил его о возможности нападения на город Альфонсо V с целью создать плацдарм для будущего завоевания Неаполя, и герцог отправил на его защиту Франческо Спинолу с 800 солдатами, из которых 400 были арбалетчиками.

## Ход войны
После смерти Людовика Анжуйского Альфонсо находился на Сицилии, совершив поход в Ифрикию с осадами острова Джерба (1432) и Триполи (1434), он выступил против Гаэты и осадил ее с суши и моря.
Генуэзцы, финансово истощенные непрерывными войнами герцога Филиппо Марии Висконти, предприняли последнее усилие и вооружили флот из 12 кораблей, двух лодок, трех галер и галеона на борту находилось 2,4 тыс. человек, а военно-морской флот был передан Бьяджио Ассерето. Экспедиция проводилась тайно и проходила мимо Рекко и Портофино в южном направлении, тщательно готовясь к встрече с численно превосходящим флотом Арагон в 31 корабль.

## Последствия
Вскоре после смерти Филиппо Марии Висконти в 1447 г. Альфонсо стал претендовать на престол Миланского герцогства, вместо которого была провозглашена Амброзианская республика, и участвовал в последующей борьбе за гегемонию в Италии между Неаполем, Флоренцией, Миланом, Венецией и папой римским.
Альфонсо V помимо борьбы за Корсику вёл войну с Генуей и Османской империей, его вассалом стал князь Скандербег а в 1451 году каталонец Бернат Вакер занял крепость Круя и Рамон д’Ортафа был отправлен туда в качестве вице-короля Албании, позже став вице-королём Греции, Славонии, в то время как Жоан Клавер — вице-королём Эпира и Мореи. Янош Хуньяди вместе с венгерскими магнатами предлагал ему корону Венгрии. Адмирал Бернат де Виламари занял и укрепил Кастеллоризо, он действовал в устье Нила и поджег там вражеские корабли, затем высадился на побережье Сирии и повторил это там. Жоан де Нава предпринял попытку обосноваться на Кипре.
На этом фоне крестовые походы в Святую землю и на защиту Константинополя были забыты, хотя Альфонсо отправлял послов к негусу Эфиопии Зэру Яыкобу, императору Трапезунда Иоанну IV, императору Византии Константину XI и Империю Мин.
Ломбардские войны не изменили сильно политическую карту Италии, их окончанию Лодийским миром способствовали захват Константинополя османами в 1453 г. и создание угрозы Италии и венецианским владениям в Эгейском море., а также опасения усиления роли Франции. После падения Константинополя Альфонса пытался усилить присутствие на Балканах.